# Пологи
Пологи (на украински: Пологи) е град в Южна Украйна, Положки район на Запорожка област.
Основан е през 1887 година. Населението му е около 22 096 души. Разположен е по течението на река Конка.